# السفيرة (لبنان)
السفيرة أو مراح السفيرة، هي بلدة في شمال لبنان، تقع في قضاء الضنية، وينتمي أهلها إلى الطائفة السنية والمارونية.

## روابط خارجية
- السفيرة على Localiban